# Thomas Pekáry
Thomas Pekáry (* 13. September 1929 in Budapest; † 22. Februar 2010 in Münster) war ein deutscher Althistoriker ungarischer Herkunft.
Thomas Pekáry studierte von 1947 bis 1952 Alte Geschichte, Klassische Archäologie und Numismatik an der Universität Budapest. Sein Schwerpunkt lag bei Geschichte und Archäologie der römischen Provinzen. Bereits während des Studiums interessierte er sich für die antike Numismatik. Nach dem Studium arbeitete er zwischen 1952 und 1956 in den Budapester Museen Keszthely und Aquincum. 1956 emigrierte er infolge des Ungarischen Volksaufstandes in die Schweiz und begann an der Universität Bern ein Promotionsstudium, das er 1959 mit einer Arbeit über die römische Währungs- und Finanzgeschichte von 161 bis 235 abschloss. Die Darstellung erschien 1969 in einer stark gekürzten Form als Aufsatz in der Zeitschrift Historia. In der Schweiz erstellte er gemeinsam mit Gerold Walser einen Forschungsbericht über die Studien zur sogenannten Reichskrise des 3. Jahrhunderts.
Von 1961 bis 1964 arbeitete Pekáry als Assistent an der Universität Bern und führte zahlreiche Forschungsreisen durch, auf denen er Material für seine Schrift Untersuchungen zu den römischen Reichsstraßen sammelte. Mit dieser Arbeit habilitierte er sich 1965 an der Universität Kiel, an der er fortan als Privatdozent und seit 1970 als Professor wirkte. 1971 folgte Pekáry einem Ruf an die Universität Münster auf den dortigen Lehrstuhl für Alte Geschichte. Hier lehrte und forschte er als Direktor des Seminars für Alte Geschichte und des Instituts für Epigraphik bis zu seiner Emeritierung im Jahr 1994. Er war auch als Dekan, Prodekan und Mitglied des Fakultätsrates tätig.
Pekárys Forschungsschwerpunkt war die römische Wirtschaftsgeschichte, zu der er zahlreiche Monografien und Aufsätze vorlegte. Seine Darstellung Die Wirtschaft der griechisch-römischen Antike erschien bereits nach drei Jahren in zweiter Auflage und wurde auch in italienischer Sprache vorgelegt. Die Studie gilt bis heute als ein viel verwendetes Handbuch. Ein weiterer Arbeitsschwerpunkt galt der Geschichte der römischen Kunst nach den Quellen, besonders der Skulptur. Hierzu veröffentlichte er mit Das römische Kaiserbildnis in Staat, Kult und Gesellschaft. Dargestellt anhand der Schriftquellen und Imago res mortua est zwei umfassende Monografien. Zu seinen Schülern zählt Hans-Joachim Drexhage.

## Schriften
- mit Gerold Walser: Die Krise des Römischen Reiches. Bericht über die Forschungen zur Geschichte des 3. Jahrhunderts (193–284 n. Chr.) von 1939 bis 1959. Walter de Gruyter, Berlin 1962.
- Untersuchungen zu den römischen Reichsstraßen (= Antiquitas. Reihe 1: Abhandlungen zur alten Geschichte. Band 17). Habelt, Bonn 1968.
- Die Fundmünzen von Vindonissa. Von Hadrian bis zum Ausgang der Römerherrschaft (= Veröffentlichungen der Gesellschaft Pro Vindonissa. Band 6). Gesellschaft Pro Vindonissa, Brugg 1971.
- Die Wirtschaft der griechisch-römischen Antike (= Wissenschaftliche Paperbacks. Sozial- und Wirtschaftsgeschichte. Band 9). Steiner, Wiesbaden 1976, ISBN 3-515-02154-X (2. Auflage. ebenda 1979).
- Das römische Kaiserbildnis in Staat, Kult und Gesellschaft. Dargestellt anhand der schriftlichen Überlieferung (= Das römische Herrscherbild. Abteilung 3, Band 5). Gebr. Mann, Berlin 1985, ISBN 3-7861-1385-8.
- Imago res mortua est. Untersuchungen zur Ablehnung der bildenden Künste in der Antike (= Heidelberger Althistorische Beiträge und Epigraphische Studien. Band 38). Steiner, Stuttgart 2002, ISBN 978-3-515-08248-8.